# Psellidotus lucens
Psellidotus lucens är en tvåvingeart som först beskrevs av James 1979. Psellidotus lucens ingår i släktet Psellidotus och familjen vapenflugor.
Artens utbredningsområde är Panama. Inga underarter finns listade i Catalogue of Life.